# Музеј у Мајданпеку
Музеј у Мајданпеку  спада у категорију завичајних музеја чији је главни циљ истраживање, обрада, чување и презентација материјалних, духовних и природних добара са подручја Поречке реке, Горњег Пека и суседних подручја, са посебном нагласком на археометалургију и традиционалну влашку културу.

## Основне информације
Музеј у Мајданпеку основана је 1998. године издвајањем Одељења Музеја рударства и металургије из Бора, које је основано у Мајданпеку 1984. године.
Музеј је са радом звано почео 1. јануара 1999. године, на основу оснивачке одлуке  Скупштине општине Мајданпек број 06-12 / 8 од 9. јула 1998. године, када је Музеј и уписана у регистар Привредног суда у Зајечару 27. новембра 1998. године, решењем тог суда број Фи-782/98.

## Територијална надлежност Музеја
Територија у надлежности  музеја је општина Мајданпек у којој се налазе два, за културну историју ране Европе, најважнија налазишта:
- Лепенски Вир - прво људско насеље на отвореном после миленијумског живота праисторијског леденог доба у пећинама
- Рудна Глава - први рудник у Европи, који  документује прелазак човека из каменог у метално доба, у коме живи и данас.

Имајући у виду да се музеј налази на територији на којој већину становништва у сеоским насељима чине Власи, Музеј се бави и чувањем  ритуалне праксе и још увек живих обичаји, за које је етнолошка наука утврдила да су најархаичнији на тлу модерне Европе.
Ова три елемента, од којих је сваки непроцењив културни и научни бисер, дају право стручњацима који територију општине Мајданпек сматрају колевком древне Европе!
- Три елемента која територију општине Мајданпек сматрају колевком древне Европе
- Археолошко налазиштеЛепенски Вир
- Археолошко налазиште Рудна Глава
- Традиција и обичаји Влаха у Србији

## Кадровска структура и финансирање
У Музеју тренутно ради троје запослених, двоје са факултетском дипломом и један дипломац
Музеј ангажује и два стална спољна сарадника са ВСС.
Као државни Музеј установа се финансира  из Буџета општине Мајданпек једним делом и из донација мањим делом.

## Збирке
Музеј располаже са следећим збиркама:
- Етнолошка збирка, поседује  243 предмета (у студијској збирци  62)
- Природњачка збирка, поседује 151 (10) предмета
- Археолошка  збирка, поседује   90 (386) предмета
- Историјска  збирка, поседује  174 (18) предмета
- Фотографска  збирка, поседује  196 (285) предмета
- Уметничка збирка  збирка, поседује  106 предмета
- Нумизматичка збирка, поседује   4 колекције

## Фондови
Признања Рудника бакра Мајданпек, доделе плакета): 60 јединица
Фото клуб Мајданпек са РБМ информативном службом: 3.000
Висина рудника магнетита: 2.500
разно (цркве, школе, насеља): 500 чинова (1.100 листова)
копије докумената из других музеја и архива: 1.800
родослови Горњег Пореча, Мајданпека и Горњег Пека, изводи из црквених и матичних књига и слично: 2.200 јединица

## Регистар музеја
Укупне јединице у збиркама, студијским збиркама и фондовима износи ~ 10.400  јединица.
До сада је инвентарно  986 предмета.

## Стручна библиотека
Стручна библиотека поседује 3.124 библиографских јединица

## Теренска документација
Теренска документација садржи 127 фасцикли, и 8 томова теренских дневника од по 200 страница

## Медијска библиотека
Медијску библиотеку (медијатеку)  која садржи документацију са теренских истраживања и извиђања чине:
- 630 негатива филмова са 22.000 снимака
- преко 30.000 дигиталних фотографија
- 18 видео касета
- 50 магнетофонских трака
- 20 аудио касета
- два награђивана етно-филма